# RIKACO
RIKACO（りかこ、本名：吉川 莉加子、1966年3月30日 - ）は、日本のタレントである。
神奈川県横浜市生まれ、東京都立日比谷高等学校（定時制）中退。身長169cm。血液型はA型。元夫は俳優の渡部篤郎、長男は脚本家の渡部樹也（本名：樹）、次男はモデルの渡部蓮。旧芸名は村上 里佳子（むらかみ りかこ）、村上 理佳子（読み同じ）。旧所属事務所は田辺エージェンシー、スカイコーポレーション、オフィスまとば、個人事務所ハンズアップ。2022年6月現在の所属事務所はLDH JAPAN。

## 来歴・人物
- 横浜市鶴見区でパン屋を経営する父親の元で育つ。
- 4歳年上の姉がいる。
- 13歳でモデルとして芸能界デビュー。
- 1981年11月の15歳の時、資生堂「シャワーコロン」のCM用キャンペーングループを作るため、田辺エージェンシーによって行われたオーディションに合格。矢野有美らと共に「シャワー」という7人組アイドルグループを結成し、1982年2月21日、高校1年・15歳の時に「Do Up・愛・ing（ラヴィング）」でレコードデビュー。この曲で『夜のヒットスタジオ』にも一度だけ登場した。当時の芸名は村上理佳子であった。
- 17歳でタレント・女優に転身し、日本テレビの深夜番組『11PM』に出演。
- 1984年 - 1986年、美と健康をテーマにしたテレビ朝日の深夜番組『ミントタイム』でサブMCを務める。メインMCは山本博美であった。
- 1986年[要検証 – ノート]、テレビ東京の『花の女子校 聖カトレア学園』にレギュラー出演し注目される。共演者（生徒役）は、野沢直子、堀江しのぶ、桑田靖子、森尾由美など。
- 1988年、シングル「JIN JIN JIN」で歌手デビュー[1]。
- 1992年、テレビ東京の『浅草橋ヤング洋品店』にレギュラー出演し、若者のファッションリーダーとして注目を浴びる。
- 1993年、当時同じ事務所に所属していた俳優・渡部篤郎と結婚。ライフスタイルを貫く姿勢から、カリスマ主婦として名を馳せる。その翌年(1994年)に長男、1998年に次男と2人の息子を出産。
- 2000年には日本テレビ系列の『24時間テレビ 愛は地球を救う23』で初のパーソナリティを務め、2001年には読売テレビの『別れさせ屋』でドラマ初主演を果たす。
- 2005年12月25日に渡部と離婚。話を切り出したのは渡部であった。会見での里佳子は「これまで彼にはいろいろと支えられてきたし、私も支えてきた」、「ポジティブに私も頑張りますし、彼も今まで以上に頑張っていかなければいけないと思います」と語った。離婚の原因を里佳子は「私が描いていた家庭像と彼が求めていた家庭像や父親像が違ったというのが一番大きかった」と話した。
- 以前は、俳優業は村上里佳子、その他の活動はRIKACOと芸名を使い分けていたが、現在は[いつ?]RIKACOで統一している。
- 現在[いつ?]、タレント業の他に、洋服や雑貨などのプロデュース・販売などを手がけている。
- 2010年4月、国際食学協会2010-2011名誉理事長/親善大使に選ばれた。

- 池畑慎之介や香坂みゆきとは親友で交流がある。

- 49歳の時に母親を、52歳の時に父親を亡くしている[2]。

## エピソード
- 知人の死をきっかけに1980年代から江原啓之と親交が深くなり、現在でも[いつ?]江原の考えを支持している。
- デビュー当時から自由奔放な発言をしていたが、当時は受け入れられない風潮が強かったためにバッシングを受け、引退を考えたこともある[注 1]。しかし、岩城滉一に説得されて思いとどまったという。
- バブル期（特に1990年 - 1993年頃）には夜な夜な六本木界隈を遊び歩き、ボトル片手に裸足で徘徊するといった醜態を晒していた（本人談）[3]。
- お笑い芸人の増谷キートンがものまねをしている[4]。
- 額に皺が寄るのでお馴染みで、ラジオ番組『コサキンDEワァオ!』でもよくネタにされていたが、額の皺が消えたことが判明した[5]。
- キャンプやバーベキューなどのアウトドアが好きである。また、料理もかなりの腕前で、番組でも時々披露することがある。
- 重大な物事を決断するときでも、誰にも相談せずに自身で決断することが多く、離婚の決断に関しても自ら決意したという[6]。
- 嫌いな食べ物は、馬刺しと鮒寿司[7]。魚介系も苦手傾向がある。
- 強烈な毒舌や過激な言動が多く、自身の持論を感情的に強く述べることも多い。ただし、「私は、人の悪口を言うのがすごく苦手」だという[8]。
- 『さんまのまんま』の特番で武豊と同席したとき、本人の前で武を「不細工」と罵倒していた。また『踊る!さんま御殿!!』で辺見えみりに対し、当時の夫だった木村祐一のことを「気持ち悪くない?」と発言していた。その他、『ごきげんよう』出演の際、交流がある沖田浩之と共に共演し、沖田からお笑い芸人ジミー大西に口説かれ、電話番号を聞かれた事を暴露され、本人が「ジミー大西の顔を見るだけでオエー」「あんな気持ち悪い顔、嫌い」と発言した。
- 目上や先輩芸能人に対して「だってさ〜」「〜じゃん」などタメ口で会話することも少なくない。また、語尾に「〜わけよ」と言うのが口癖となっている。
- レギュラー出演していた『ここがヘンだよ日本人』で、ゲスト出演した二宮清純がテリー伊藤の発言に興奮して物を投げつけた際、二宮の態度に「帰れ、この野郎！」と罵倒したテリーに同調する形で「当たったらどうするのよ！」「何で投げつけるのよ！」と怒鳴ったことがある。また2002年の正月、ホノルル国際空港で待ち構えていた日本の報道陣に「何で撮るのよ！子供が写っちゃうじゃない!!」と激怒する一幕を見せたが、数年後に息子たちをテレビ番組に出している。
- 2017年7月26日放送の『今夜くらべてみました』に出演した際、不動産などを含めて5億円近い資産があることを匂わせ、共演者を驚かせた。「シングルマザーだし、子ども達に迷惑を掛けたくない。今後、老人ホームに入るかもしれない。息子に世話にならないように決めた額があった」と理由を語った[9]。

### 恋愛・結婚・子育てに対する姿勢
- 男性の恋愛観や価値観に対して厳しく批判することが多い。
- 『ウンナンのホントコ!』の企画「恋愛センター試験」に講師として登場し、歴代講師の中で最も厳しい恋愛観と採点を行った。特に間寛平や舞の海の解答を「最低」「バカ」と容赦なく斬り捨て、マイナス点を連発。さらにスタジオでは、南原清隆が「結婚しているから、関係ないですよね?」という発言に対して、「結婚しても、女性を大事にする恋愛観は変わらない!」と一喝した。
- 子育てに関して「男も家事をするべき」と発言しており、子供にも家事を手伝わせている。また、しつけに関しても「ある程度の子育てには叩く事も必要。時にはお尻叩いて気づかせる事も必要」とし、「よく食べ、よく寝て、よく遊び、よく勉強する」をモットーに教育している[10]。
- 家事を一切手伝わない男性について、「家事をしないなんてナンセンス。男っていうのはどうしても自分中心になる。女性に対して優しくできない大人に育って欲しくない」としている[11]。
- 「夫が帰ってきても、妻が家事をしない。化粧もしていない」という意見に対して、「それは女性だけの責任ではなくて男性にも責任がある。女性の魅力を減退させている責任は男性側にもある。それがフィフティフィフティだと思う」と反論。
- 『あっぱれ!!さんま大教授』でゲスト出演した際、「女をバカにしているみたい」とスガシカオの歌詞を批判。さらに、スガのインタビューを見た後に「歌詞は確かに素晴らしいかもしれないけど、実際にスガさんのような人と恋愛するかといったら止めといたほうがいいと思う」と発言。後に『HEY!HEY!HEY! MUSIC CHAMP』でこれらのシーンが取り上げられ、スガと直接共演した際には「女の子って、ついつい恋愛に結びつけちゃう傾向がある」「興味を持った人と付き合ったらどうなるかと考えたら、あ、やっぱ止めとこ、みたいな」と持論を展開。さらに、人の話を聞かずにトークに割って入ろうとし、ダウンタウンから呆れ気味に突っ込まれた。
- 大沢啓二が「妻の出産で外国人選手が帰国してしまうのはおかしい」と発言したことに対し、「いい事じゃないですか。奥さん寂しいじゃないですか。一生に一度二度あるかないかですよ」と反論した。ただし、「（選手・監督の）奥さんが理解していれば（出産や病気などに立ち会わなくても）いいんじゃない?」「夫婦がお互いに納得すればいいんであって、絶対にこうでなければいけないというのはないと思う」とフォローしている。
- 男性中心の社会に対して批判的であることから田嶋陽子と一緒にされることがあり、ケビン・クローンからも指摘されたことがある。これに対して里佳子は、「ちょっと待って、ケビン！なんで私と田嶋陽子さんを一緒にするのよ！」と反発した。

### ファッション・ライフスタイル
- 「ファッションリーダーがカッコイイ服とは何か示すべき」としたことに、「あたし、ちゃんとやってるよ」と発言している。
- ウルトラマンのキャラクターが入った服や靴を自分の子供が着たがっていることに対し、「キャラクター物のTシャツやスニーカーを履いて一緒に子供と出かけるのは絶対イヤ」と発言している[10]。
- 1990年代に女子高生の間で流行したファッションに対してもかなり嫌悪感を抱いている。『ここがヘンだよ日本人』にて、当時スタジオに来たヤマンバギャル達に対しても「全然可愛くないよ。可愛いと言っている男は視力が悪いんだよ。（ガングロに関しても）私はスッピンの方が可愛いと思う」「白い口紅したり、あんなに高い厚底靴を履いているなんて信じられない!あれは、ヘンだしブサイク!みんな止めなさい」と批判したことがある。

### 政治・社会
- 石原慎太郎東京都知事の発言がテーマとして取り上げられ、中国人・韓国人出演者などが石原の発言に反発したことに対し、「絶対禁句だって言うけど、人それぞれ価値観が違うしその時代のことをすごくいいと思っている人もいるわけよ」「今までの都知事は、礼儀正しくて言われたことしか言わなかったよね。でも、石原さんがそういうことを覆してくれることを期待しているわけよ」と石原の発言を擁護していた。しかし、「相手に対して不愉快な言葉を使うとケンカを仕掛けることになるし、政治家としてはやってはいけないことだと思う」「公式の場で不快に思う言葉を使うのは間違いであって、そういうことを認めなければならない」という反論に里佳子も返す言葉はなく黙り込んでしまった。
- 少年法に対しては否定的なスタンスで、「ただ走っている暴走族の子だったらいいけど、人を殺した少年に対して社会が暖かく見守るのは納得いかない」と発言をしている。

## 出演

### テレビ

#### 現在出演している番組
- ヒルナンデス!（日本テレビ） - 「3色ショッピング」などのコーナーに出演。（VTRのみ）
- 情報ライブ ミヤネ屋（読売テレビ） - コメンテーター（不定期）

#### 過去に出演した番組
- 11PM（日本テレビ）
- チャームミントタイム（テレビ朝日）
- 花の女子校 聖カトレア学園（1985年、テレビ東京）
- いい旅・夢気分（テレビ東京）
- パオパオチャンネル（テレビ朝日）
- Club DADA（テレビ朝日）
- 素敵な恋をしてみたい（1992年、TBS）
- 浅草橋ヤング洋品店（テレビ東京）
- 伊東家の食卓（日本テレビ）
- NEWSモーニングJAM 月曜日（テレビ東京）
- ここがヘンだよ日本人（TBS）
- ロンドンハーツ（テレビ朝日）
- 体育王国（TBS）
- ソロモン流（テレビ東京）
- スッキリ!!（日本テレビ）
- 芸恋リアル（読売テレビ）
- 秘密のケンミンSHOW（読売テレビ）

### テレビドラマ
- 宇宙刑事ギャバン 第33話（1982年、テレビ朝日） - 石川友子 役
- 同級生は13歳（1987年、フジテレビ） - 香月久仁子 役
- 荒野のテレビマン（1987年、フジテレビ） - 増淵望 役
- 銀河テレビ小説『しあわせ志願』（1988年、NHK） - 野口喜美子 役
- 熱っぽいの!（1988年、フジテレビ） - 長島千枝 役
- 世にも奇妙な物語「死後の苦労」（1990年、フジテレビ） - 朝倉小枝子 役
- 新OL三人旅シリーズ（1991年、フジテレビ） - 深山由紀（商社OL） 役
- 世にも奇妙な物語「あの日に帰りたい」（1991年、フジテレビ） - 江森玉枝 役
- 映画みたいな恋したい「チャイナタウン」（1991年[要検証 – ノート]、テレビ東京）
- ルージュの伝言 VOL.10「Miss BROADCAST」（1991年、TBS）
- 松本清張作家活動40年記念・迷走地図（1992年、TBS） - 波子 役
- 愛はどうだ（1992年、TBS） - 黒岩さとこ 役
- ひとつ屋根の下（1993年、フジテレビ） - キャバレーのジャスミン 役
- 湘南女子寮物語（1993年、テレビ朝日） - 西川玲子 役
- この愛に生きて（1994年、フジテレビ） - 広野暎子 役
- 金曜エンタテイメント「顔に降りかかる雨」（1994年5月、フジテレビ） - 宇佐川耀子 役
- GTO（1998年、関西テレビ） - 村井つばさ 役
- バーチャルガール（2000年、日本テレビ） - 早川ひかり 役
- 別れさせ屋（2001年、よみうりテレビ）
- ダブルスコア（2002年、フジテレビ） - 富山利江子 役
- 探偵 左文字進 9「16年目の訪問者」 (2004年、TBS） - 有森景子 役
- ふたつのスピカ (2009年、NHK） - 宇喜多千里 役
- 悪党〜重犯罪捜査班 第3話（2011年、朝日放送/テレビ朝日） - 篠崎光代 役
- Aloha story〜ハワイから愛をこめて〜（2019年、フジテレビ） - Maria 役[12]

### 映画
- V.マドンナ大戦争（1985年） - 鹿島淳子 役
- コミック雑誌なんかいらない!（1986年） - バーのママ 役
- デスパウダー（1986年）
- トットチャンネル（1987年） - 中村かおる 役
- 山田村ワルツ（1988年） - ゆりえ 役
- 六本木バナナ・ボーイズ（1989年） - 京子 役
- ザジ ZAZIE（1989年） - 恵 役
- バカヤロー!3 へんな奴ら 第一話「こんな混んでどうするの」（1990年） - 安西多恵 役
- F (エフ)（1998年） - 江島有加 役
- ランウェイ☆ビート（2011年） - 立花江美 役

### ビデオ
- Kiss off（1986年、市川準監督）

### ラジオ
- FMシアター「まあるい桜」（2002年3月16日、NHK-FM）
- スーパーギャング（TBSラジオ）

### CM
- 資生堂 シャワーコロン（1982年） - アイドルグループ「シャワー」のメンバーとして出演。
- ポッカ BEACH BOY（1985年、出演映画『V.マドンナ大戦争』とのタイアップ）
- カルビー PO（ポ）（1985年）
- 日清食品 R.J.（1990年）
- ミノルタ APS一眼レフ・VECTIS S1（1996年10月）
- 日産自動車 リバティ（1998年11月 - 2004年12月） - 前期型のCMでは前夫の渡部篤郎と夫婦で出演しており、後期型も継続して出演していた。なお、リバティのCM放送当時の日産はルノーと資本提携のもとで経営再建中であり、提携先のルノーから派遣されたカルロス・ゴーンが日産の社長に就任以降からはCMに芸能人や著名人を起用しない事を特徴としていたが、例外的に、カルロス・ゴーンが社長就任以降にマイナーチェンジされたリバティの後期型以降も継続して村上里佳子が起用されていた。
- アサヒビール アサヒ極旨「お隣さん」篇 （2007年1月22日 - ） - 哀川翔と共演。
- アンファー スカルプDボーテ（2011年6月 - ） - 藤本美貴・椿鬼奴と共演[13]。

### ウェブマガジン
- 大人の女性のためのトラベル・ウェブ・マガジン『旅色』南東北特集（2008年 - ）

### 舞台
- 八王子ゾンビーズ（2018年8月5日 - 8月19日、TBS赤坂ACTシアター）- 大池 役[14]

## 著書
- かわいい月（立風書房、1994年）
- リカコズ セレクション スタイルブック（主婦の友社、1995年）
- RIKACO PLUS LOVE（主婦の友社、1995年）
- Life health，beauty and family（幻冬舎、2004年）
- HOME（主婦と生活社、2011年）
- RIKACO'S ALOHA STORY Hawaii Perfect Guide（光文社、2012年）
- RIKACO'S ALOHA STORY 2 Hawaii Perfect Guide（光文社、2015年）

## ディスコグラフィー

### シングル
- 「JIN JIN JIN」（1988年2月21日、村上 里佳子名義）

## 主な友人
- 木梨憲武
- 哀川翔 - 住宅が隣同士であり、家族ぐるみでの付き合いがある。
- 江原啓之
- 石田純一
- 清水圭 - 『伊東家の食卓』で共演。
- 香坂みゆき
- 岩城滉一・結城アンナ夫妻
- テリー伊藤 - 『ここがヘンだよ日本人』で二宮清純を共に罵倒した仲。
- 神田うの - お騒がせタレント仲間。
- 増谷キートン - 自身のものまねを肯定的に評価し、顔が似ているのもありお互いに刺激し合う仲となる。
- 池畑慎之介（ピーター） - ピーターの別荘にてよく一緒に風呂に入る。
- ロンドンブーツ1号2号 - 『ロンドンハーツ』で共演
- 石橋貴明 - 10代だった頃の石橋に六本木でナンパされた経験があり、石橋はRIKACOの自宅に1日3回も電話をかけてきたが、3回とも母親が出たために取り次いでもらえなかったエピソードを、2015年9月24日放送の『とんねるずのみなさんのおかげでした』スペシャルの「男気VS女気ジャンケン」のコーナーでRIKACO本人から暴露されている。
- 魔裟斗 - 現役時代の魔裟斗の試合をほぼ全試合観に行くほど、親交が深い。また、妻の矢沢心とも親しい。
- 田中律子